# De buitenstaander (Lovecraft)
De buitenstaander (originele titel The Outsider) is een kortverhaal van de Amerikaanse schrijver H. P. Lovecraft. Lovecraft schreef het verhaal tussen maart en augustus 1921. Het werd voor het eerste gepubliceerd in april 1926 in het tijdschrift Weird Tales.
De buitenstaander is een van de meest herdrukte verhalen van Lovecraft en geldt als een van de populairste verhalen ooit gepubliceerd in Weird Tales. Het verhaal bevat elementen van horror, fantasy, en een gothic novel.

## Inhoud
Het verhaal wordt verteld in de eerste persoon. De verteller is een man die al zo lang als hij zich kan herinneren alleen in een vervallen kasteel woont. Hij kan zich niet voor de geest halen dat hij ooit heeft kennisgemaakt met een ander individu. Door de vele boeken in het kasteel is hij wel op de hoogte van het bestaan van mensen en hun gewoonten, maar hij heeft deze nooit zelf ervaren. Het kasteel bevindt zich te midden van een ondoordringbaar woud en er zijn in het kasteel geen spiegels, waardoor de verteller geen idee heeft van hoe hij er zelf uitziet.
De verteller verlangt er zo naar om een keer daglicht te zien, dat hij zich op een nacht op de vervallen trap naar de hoogste toren waagt. Hij hoopt vanuit hier een weg door het bos te kunnen zien. Met veel moeite bereikt hij een stenen luik en opent het. Tot zijn verbazing komt hij niet boven in de toren uit, maar in de kelder van een gebouw in een andere wereld. Voor het eerst dwaalt hij door de straten van een stad. Hij komt bij een kasteel waar een feest gaande is, maar zodra hij zich daar laat zien rent iedereen in paniek weg. Wanneer de verteller rondkijkt, ziet hij niet ver bij hem vandaan een vreselijk gedrocht. Van schrik verliest hij zijn evenwicht en raakt hij het wezen even aan. Hierbij komt hij erachter dat hij in een spiegel stond te kijken en hij dus zelf het wezen is.
Nadien kan de verteller niet meer terug naar zijn oude kasteel, maar ook niet hier blijven. Hij brengt de nachten voortaan door in het gezelschap van ghouls.

## Inspiratie
Lovecraft gaf zelf toe dat De buitenstaander wat hem betreft het dichtst in de buurt kwam van de verhalen van zijn idool Edgar Allan Poe. De intro van het verhaal vertoont sterke overeenkomsten met Poe's Berenice, terwijl de scène op het feest overeenkomsten vertoont met diens The Masque of the Red Death.
Het verhaal is mogelijk ook geïnspireerd door Nathaniel Hawthornes Fragments from the Journal of a Solitary Man, waarin een man over Broadway wandelt en pas begrijpt waarom iedereen zo geschokt naar hem kijkt wanneer hij zijn spiegelbeeld ziet. Ook Mary Shelleys roman Frankenstein kan als inspiratiebron hebben gediend voor Lovecraft.

## Connecties met andere verhalen
- Ghouls spelen geregeld mee in Lovecrafts verhalen, met name in The Dream-Quest of Unknown Kadath (1926).
- In het verhaal wordt even gesproken over de Egyptische koningin Nitokris, die later haar opwachting maakt in het verhaal Imprisoned With the Pharaohs.